# Les Aventures de Paddy le pélican
Pour les articles homonymes, voir Paddy.
 (juin 2019).
Si vous disposez d'ouvrages ou d'articles de référence ou si vous connaissez des sites web de qualité traitant du thème abordé ici, merci de compléter l'article en donnant les références utiles à sa vérifiabilité et en les liant à la section « Notes et références ».
 (juin 2019).

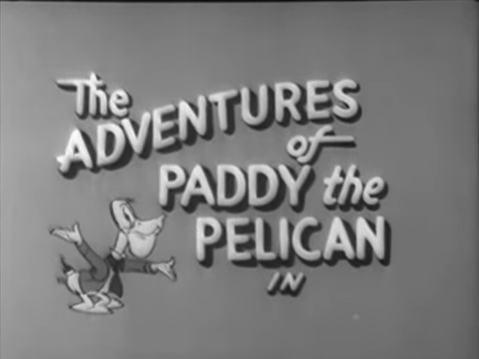
écran titre

Les Aventures de Paddy le pélican (The Adventures of Paddy the Pelican) est une série télévisée d'animation américaine qui a fait ses débuts sur les chaînes locales de Chicago dans les années 1950. 
Elle a gagné en popularité en apparaissant sur l'émission de Jerry Beck Worst Cartoons Ever (Les pires dessins animés de tous les temps). Dans le DVD, Beck déclare n'avoir trouvé aucune preuve de la diffusion de cette adaptation animée à la télévision, bien qu'il soit prouvé que le personnage de Paddy le pélican ait commencé en 1950 en tant que spectacle de marionnettes sur une chaîne de télévision locale de Chicago : WENR-TV (maintenant WLS). Les épisodes qui existent actuellement ont tous une date de copyright de 1954, le copyright n’ayant jamais été renouvelé, la série appartient donc au domaine public.

## Épisodes
1. Le Voleur de tire-lire (Piggy Bank Robbery)
2. 2 ours mouillés (Two Wet Bears)
3. Le Monde des autres (The Land of More)
4. La proie des pirates (Pirate Pete)
5. Swania a encore fait volte-face (Swania Foiled Again)
6. La Vallée des prunes (Plum Valley)